# Dunselma

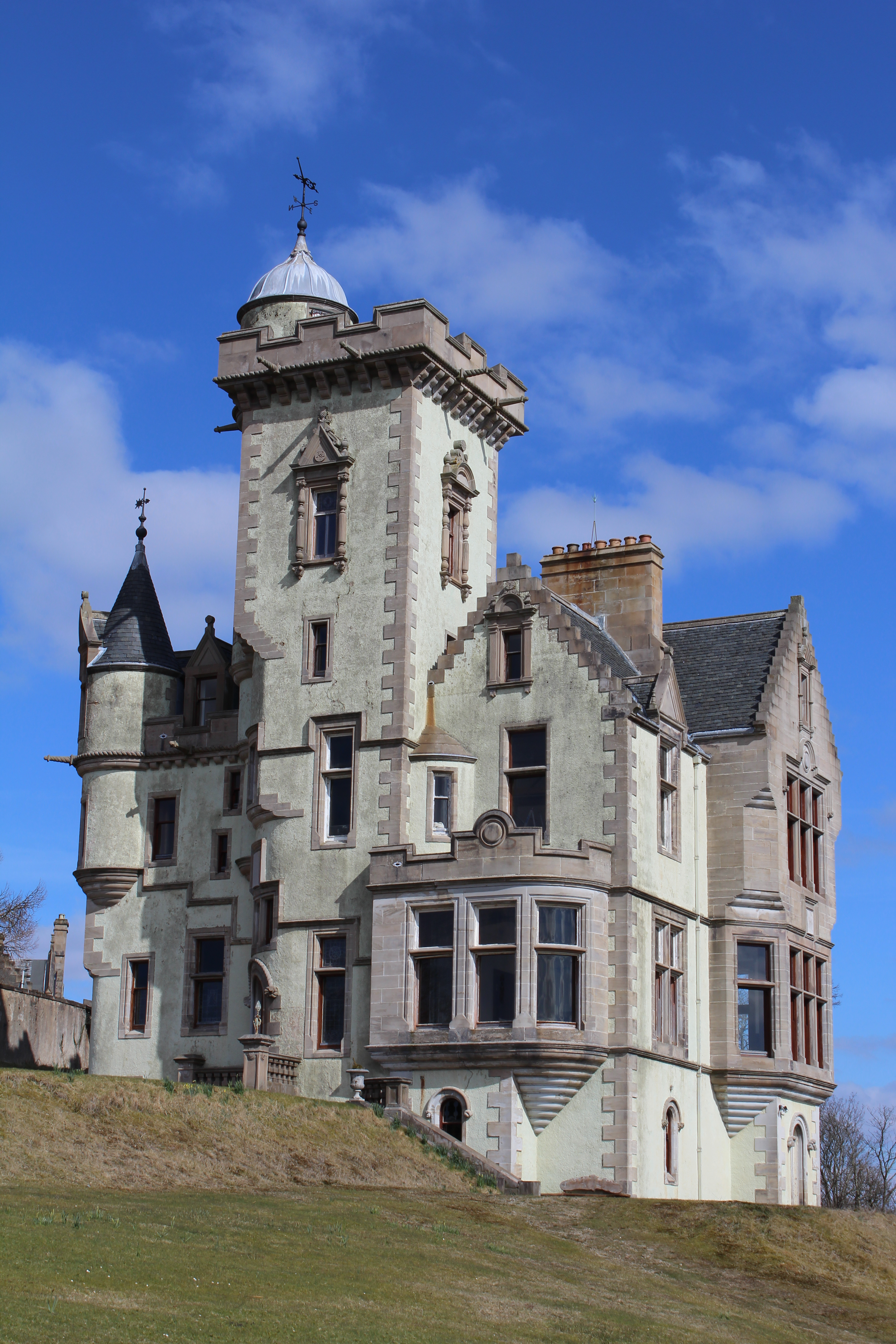
Dunselma

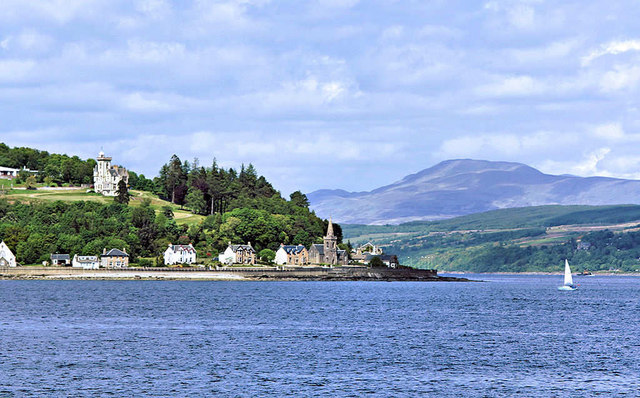
Blick auf Strone Point; Dunselma ist das erhöht gelegene, markante Gebäude nahe dem linken Bildrand

Dunselma ist der Name einer Villa in der schottischen Ortschaft Strone in der Council Area Argyll and Bute. Sie liegt oberhalb des Kaps Strone Point, das die beiden Meeresbuchten Loch Long und Holy Loch voneinander trennt. 1988 wurde Dunselma in die schottischen Denkmallisten in der Kategorie A aufgenommen. Sie gilt als gelungenes Beispiel für die ausdrucksstarke, extravagante Architektur der schottischen Großindustriellen im 19. Jahrhundert. Von der Meerseite aus gesehen hebt sich das erhaben positionierte Gebäude als Blickfang aus der Umgebung hervor.

## Geschichte
Der aus der Textilindustrie kommende Großindustrielle James Coats junior gab den Bau von Dunselma im Jahre 1884 in Auftrag. Coats war Sohn des Millionärs Sir James Coats, Präsident des Royal Clyde Yacht Clubs und besaß selbst angeblich 16 Yachten. Sein Hauptsitz war die zwischenzeitlich abgerissene Villa Ferguslie in Paisley. Für die Planung waren die Architekten Rennison und Scott verantwortlich, von welchen nur wenige andere Bauten bekannt sind. Sie scheinen jedoch mehrere Gebäude für die Coats-Familie entworfen zu haben. Die Bauarbeiten zu Dunselma begannen im Mai 1884 und verliefen zunächst schleppend. Im Februar 1886 war die Gebäudehülle schließlich fertiggestellt. Im Laufe des 20. Jahrhunderts wurde Dunselma an den Industriellen Walter Bergius veräußert, der ebenfalls dem Segelsport verbunden war. 1941 ging die Villa dann an die schottische Jugendherbergsvereinigung und fungierte bis 1965 als Jugendherberge. Anschließend folgten bis heute mehrere Eigentümerwechsel.

## Beschreibung
Dunselma ist ein drei- bis vierstöckiges Gebäude, das grob einen L-förmigen Grundriss besitzt. Es besteht aus Bruchstein und ist in der traditionellen Harling-Technik verputzt. Fenster und Türen sind mit Sandsteinfaschen abgesetzt und die Gebäudekanten mit Ecksteinen aus Sandstein verziert. Der Eingangsbereich befindet sich in einem bewusst auffällig gestalteten, zinnenbewehrten, vierstöckigen Turm an der Westseite. Der linkerhand gelegene Gebäudeteil schließt mit einem Erkertürmchen mit Kegeldach ab. Die an den West- und Nordseiten endenden Schenkel der L-Form schließen mit schiefergedeckten Satteldächern und Staffelgiebeln ab. Die meerseitige Südfassade besteht aus freiliegenden Quadersteinen und weist mehrere Fenster, darunter ein Drillingsfenster, auf, um gute Aussichtsmöglichkeiten zu bieten. Die um das Gebäude verbauten Regenrinnen bestehen aus Gusseisen.